# Västergötlands runinskrifter 168
Västergötlands runinskrifter 168 är en vikingatida runsten i Hökerum, Södra Vings socken och Ulricehamns kommun. Runstenen är av gnejs och 2 meter hög, 0,75 meter bred samt 0,3 meter tjock. Runhöjden är 10-12 centimeter. Stenen har tidigare stått vid Hökerums herrgård men flyttades till sin nuvarande plats, som också anses vara den ursprungliga, i början av 1960-talet. Stenen är illa medfaren och ristningen delvis utplånad.

## Inskriften
Translitterering av runraden:
----- × kiarþi × ku(m)l × þus(i) × ef(t)iʀ × b-... sin × auþ...
Normalisering till runsvenska:
... gærði kumbl þausi æftiʀ ... sinn, Auð...
Översättning till nusvenska:
... gjorde detta kummel efter ... sin ... Öd-...